# Episodi di Broken Arrow (prima stagione)
La prima stagione della serie televisiva Broken Arrow è stata trasmessa in anteprima negli Stati Uniti d'America dalla ABC tra il 25 settembre 1956 e il 21 maggio 1957.
| nº | Titolo originale        | Titolo italiano | Prima TV USA      | Prima TV Italia |
| -- | ----------------------- | --------------- | ----------------- | --------------- |
| 1  | The Mail Riders         |                 | 25 settembre 1956 |                 |
| 2  | Battle at Apache Pass   |                 | 2 ottobre 1956    |                 |
| 3  | Indian Agent            |                 | 9 ottobre 1956    |                 |
| 4  | The Captive             |                 | 23 ottobre 1956   |                 |
| 5  | Passage Deferred        |                 | 30 ottobre 1956   |                 |
| 6  | Medicine Men            |                 | 13 novembre 1956  |                 |
| 7  | Hermano                 |                 | 20 novembre 1956  |                 |
| 8  | Caged                   |                 | 27 novembre 1956  |                 |
| 9  | Return from the Shadows |                 | 4 dicembre 1956   |                 |
| 10 | Cry Wolf                |                 | 11 dicembre 1956  |                 |
| 11 | The Conspirators        |                 | 18 dicembre 1956  |                 |
| 12 | The Raiders             |                 | 25 dicembre 1956  |                 |
| 13 | Apache Massacre         |                 | 1º gennaio 1957   |                 |
| 14 | The Rescue              |                 | 8 gennaio 1957    |                 |
| 15 | Apache Dowry            |                 | 15 gennaio 1957   |                 |
| 16 | The Trial               |                 | 22 gennaio 1957   |                 |
| 17 | The Missionaries        |                 | 29 gennaio 1957   |                 |
| 18 | The Challenge           |                 | 5 febbraio 1957   |                 |
| 19 | The Doctor              |                 | 12 febbraio 1957  |                 |
| 20 | Powder Keg              |                 | 19 febbraio 1957  |                 |
| 21 | Legacy of a Hero        |                 | 26 febbraio 1957  |                 |
| 22 | Rebellion               |                 | 5 marzo 1957      |                 |
| 23 | Ghostface               |                 | 12 marzo 1957     |                 |
| 24 | Johnny Flagstaff        |                 | 19 marzo 1957     |                 |
| 25 | The Desperado           |                 | 26 marzo 1957     |                 |
| 26 | Fathers and Sons        |                 | 2 aprile 1957     |                 |
| 27 | Quarantine              |                 | 9 aprile 1957     |                 |
| 28 | Ordeal                  |                 | 16 aprile 1957    |                 |
| 29 | The Assassin            |                 | 23 aprile 1957    |                 |
| 30 | The Archeologist        |                 | 30 aprile 1957    |                 |
| 31 | Apache Girl             |                 | 7 maggio 1957     |                 |
| 32 | The Broken Wire         |                 | 14 maggio 1957    |                 |
| 33 | Attack on Fort Grant    |                 | 21 maggio 1957    |                 |